# Phare de Tater Du
Le phare de Tater Du est un phare situé sur Tater Du un site d'intérêt scientifique particulier proche de Penzance dans le comté de Cornouailles en Angleterre. Il est le phare le plus récent construit en Cornouailles après le naufrage du caboteur espagnol Juan Ferrer le 23 octobre 1963 sur Boscaven Point et la perte de 11 hommes. L'association des pêcheurs de Newlyn et Mousehole ont fait pression sur Trinity House pour avoir un phare sur cette zone dangereuse.
Ce phare est géré par la Trinity House Lighthouse Service de Londres, l'organisation de l'aide maritime des côtes de l'Angleterre.

## Histoire
Conçu par Michael H. Crisp, le phare a été construit avec une installation complètement automatique qui est contrôlée à distance depuis le centre de Trinity House à Penzance. Le phare, construit avec des blocs de béton, a été mis en service en juillet 1965.
La tour abrite une lanterne avec une lampe électrique qui est alimentée à partir de batteries chargées en journée sur le secteur. La lumière émet 3 flaschs blancs toutes les 15 secondes. Une lumière rouge fixe rouge marque le rocher de Runnel Stone (en). Le signal de brouillard, à l'origine, émettait directement du phare. Cela a été remplacé par un émetteur électrique omnidirectionnel Pharos Marine, à courte portée, qui émet deux explosions d'une seconde toutes les 30 secondes pendant le brouillard.
Ce phare est face à deux rochers, Inner and Outer Bucks, qui émergent partiellement à marée basse, et où, en 1868, le SS Garonne' a sombré. Cette zone est devenue un site populaire de plongée sous-marine.
Identifiant : ARLHS : ENG-152 - Amirauté : A0032 - NGA : 0032 .

### Lien connexe
- Liste des phares en Angleterre